# Масса поезда
Вес поезда (масса поезда) — один из важнейших показателей, влияющих на эффективность работы железной дороги. Вес поезда определяет провозную способность линий, себестоимость и экономичность перевозок, а также удельный расход топлива или электроэнергии (для ЭПС) на тягу поездов.
Различают вес брутто и нетто. Вес брутто определяется сложением веса локомотива, веса тары вагонов и собственно веса груза или пассажиров. Вес нетто — сложением веса локомотива и веса тары вагонов.

## Расчёт веса поезда
Предварительные расчёты позволяют прежде всего определить максимальный вес поезда, который сможет провести заданный локомотив по заданному перегону, работая в нормальном режиме. Благодаря этому можно сформировать поезда такого веса, чтобы снизить до минимума удельный расход топлива и более полно использовать тяговые параметры локомотива, при этом не перегружая его. Расчёт прежде всего производится по расчётному подъёму, чаще всего самому крутому. 
В этом случае вес поезда определяется по следующей формуле:
{\displaystyle m_{c}={\frac {F_{k}r-({{\omega }'_{o}+i_{p}}\,)m_{l}\,g}{{({\omega }''_{o}+i_{p}}\,)g}}}, где
{\displaystyle F_{k}r} — расчётная сила тяги локомотива, Н; {\displaystyle m_{l},\;m_{c}} — весы соответственно локомотива и состава, т; {\displaystyle {\omega }'_{o},\;{\omega }''_{o}} — удельные сопротивления движения соответственно локомотива и состава, Н/кН; {\displaystyle i_{p}} — расчётный подъём, ‰: {\displaystyle g=9,8\;}м/с² — ускорение свободного падения. Удельное сопротивление движению {\displaystyle {\omega }_{o}} определяют по формуле:
{\displaystyle {\omega }_{o}=A+B\,v+C\,v^{2}}, где
v — скорость движения, м/с; A, B, C — коэффициенты, зависящие от типа пути (звеньевый или бесстыковой) и вида подвижного состава, а для тягового подвижного состава — ещё и от режима движения (тяга или выбег) (например, для ЭР2: в режиме тяги по бесстыковому пути.
A = 1,1, B = 0,01, C = 0,000227, для звеньевого пути — А = 1,1, В = 0,012, С = 0,000267). 
Основное сопротивление движению состава рассчитывается по формуле:
{\displaystyle {\omega }''_{o}={\frac {\sum _{i=1}^{n}{\omega }''_{o}i\,m_{i}}{\sum _{i=1}^{n}m_{i}}}}, где
{\displaystyle {\omega }''_{o}i} — основное сопротивление каждого типа вагонов, входящих в состав, Н/кН; {\displaystyle m_{i}} — сумма весов соответствующих типов вагонов входящих в состав, т.
Определив вес поезда по наиболее руководящему подъёму, проводят его проверку по условиям трогания с места. После определяют длину поезда (при этом определяется число вагонов, входящих в состав) и проверяют её по длине станционных путей. Также вес поезда проверяется по тормозам, то есть на возможность остановки на самом крутом спуске. В случае невыполнения какого-либо условия, вес состава редактируют.